# Alfred Simonis
Pour les articles homonymes, voir Simonis.
Le vicomte Alfred Simonis (né le 14 janvier 1842 à Verviers, mort le 6 avril 1931 à Verviers) est un homme d'État belge. Il a été le 12e président du Sénat belge, entre le 28 août 1908 et le 5 août 1911.

## Biographie
Alfred Simonis est le fils de l'industriel André Simonis, président de la Chambre de commerce de Verviers, et d'Elisabeth de Grand Ry, ainsi que le petit-fils d'Iwan Simonis.
Marié à sa cousine Berthe de Grand Ry, petite-fille du président du Sénat Augustin Dumon-Dumortier, il est le père d'André-Georges Simonis et le beau-père d'Émile de Lalieux de La Rocq.
Sorti avec le diplôme d'ingénieur de l'Université de Liège en 1863, il devient copropriétaire et directeur de la société familiale Iwan Simonis, producteur de tissus et tissus de laine.

## Fonctions et mandats
- Conseiller provincial de la province de Liège : 1868-1870
- Membre de la Chambre des représentants de Belgique : 1870-1878
- Membre du Sénat belge : 1884-1919
- Président du Sénat belge : 1908-1911

## Sources
- P. Van Molle, "Het Belgisch parlement", p. 300
- "Le Parlement belge, 1831-1894", p. 508

- Ressource relative à plusieurs domaines :   - ODIS